# Goodnight Vienna
Goodnight Vienna ist das vierte Studioalbum von Ringo Starr nach der Trennung der Beatles. Es wurde am 15. November 1974 in Großbritannien (USA: 18. November 1974) veröffentlicht.

## Entstehungsgeschichte

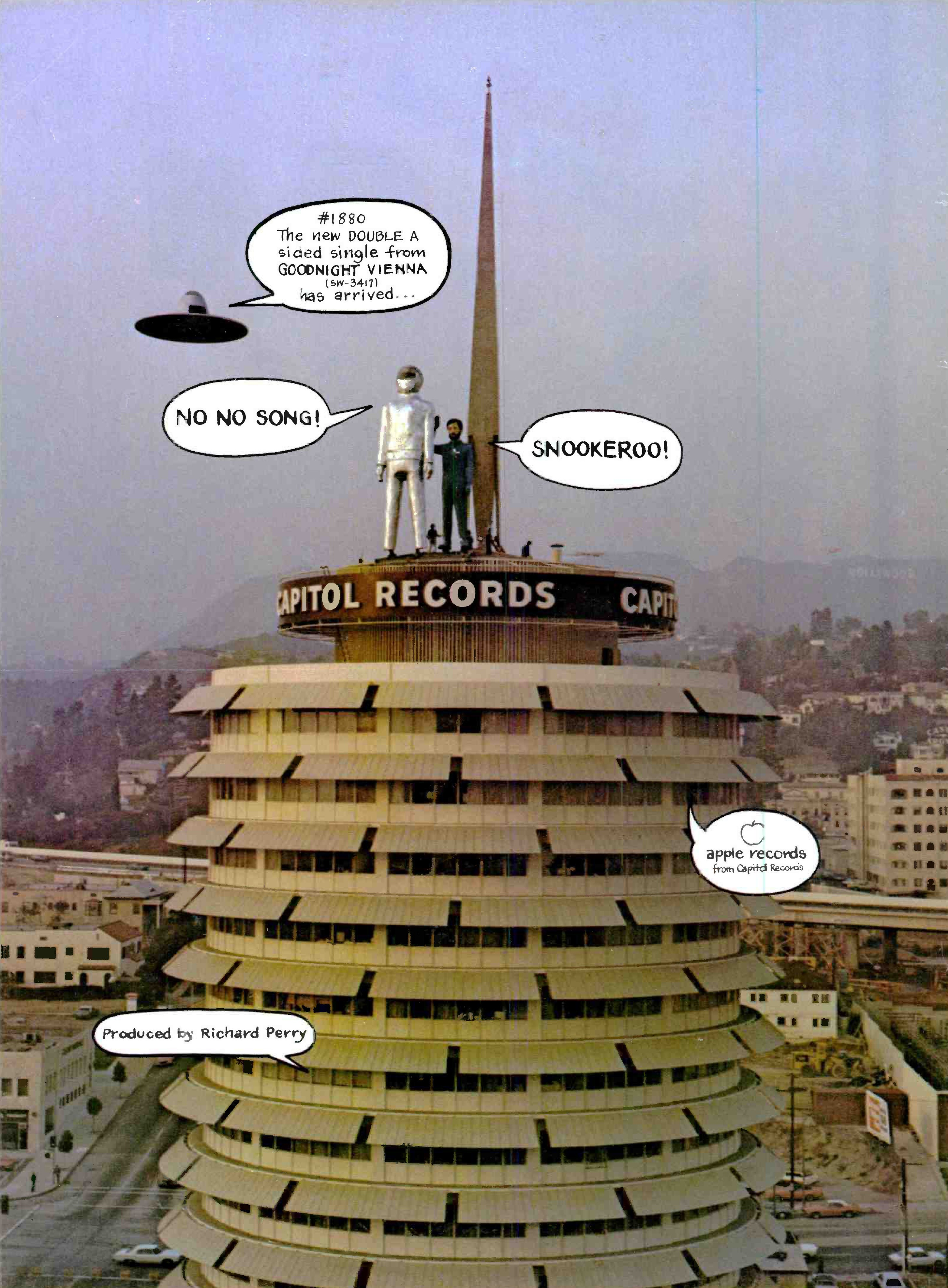
Werbeanzeige für das Album Goodnight Vienna

Nach dem Erscheinen des kommerziell erfolgreichen Vorgängeralbums Ringo entschied sich Ringo Starr, das Konzept beizubehalten, engagierte erneut Richard Perry als Produzenten und lud wieder Freunde ein, die ihn musikalisch unterstützen sollten. Die Aufnahmen erstreckten sich von Mai bis September 1974.
John Lennon steuerte zum einen wieder eine neue Komposition – (It’s All Da-Da-Down to) Goodnight Vienna – bei und schlug vor, den Platters-Hit Only You (And You Alone) aus dem Jahre 1955 aufzunehmen. Von beiden Liedern gibt es jeweils eine Version, bei der John Lennon singt; sie wurden 1998 auf dem Album John Lennon Anthology veröffentlicht.(It’s All Da-Da-Down to) Goodnight Vienna wurde am 28. Juni 1974 während Lennons Walls-and-Bridges-Sessions als Demo aufgenommen. Bei Only You (And You Alone) wurde Starrs Gesang über Lennons Studiodemo gelegt.
Bei der Poncia/Starr-Komposition All By Myself spielte John Lennon außerdem Gitarre. Eine weitere Gemeinschaftskomposition von Poncia/Starr ist Oo-Wee. Ringo Starr steuerte die Komposition Call Me bei. Neben zwei weiteren sogenannten Oldies (Husbands and Wives und Occapella) wurden drei Lieder von Fremdkomponisten für das Album Goodnight Vienna geschrieben. Elton John schrieb mit Bernie Taupin das Lied Snookeroo, bei dem Elton John auch Klavier spielte, und der No No Song ist eine Komposition von Hoyt Axton. Easy for Me wurde 1975 auf dem Album Duit On Mon Die des Komponisten Harry Nilsson neu aufgenommen und veröffentlicht.
Ein Werbefilm für das Album wurde im Capitol Records Tower in Hollywood gedreht, in dem Starr von einer fliegenden Untertasse entführt wurde. Der fertige Werbespot enthielt einen Voiceover-Dialog von Ringo Starr und John Lennon.
Das Album ist nach Ringo das kommerziell erfolgreichste von Ringo Starr. Es enthält zwei Singles, die in den USA die Top Ten der Charts erreichten. Ringo Starr gelang es später nicht mehr, die Top Ten der Single- oder LP/CD-Charts in den USA, Großbritannien oder Deutschland zu erreichen. Im Dezember 1974 wurde das Album in den USA mit Gold für 500.000 verkaufte Exemplare ausgezeichnet.

## Covergestaltung
Das Cover entwarf Roy Kohara. Das vordere Coverfoto basiert auf einer Szene des Science-Fiction-Films Der Tag, an dem die Erde stillstand, wobei Ringo Starr die Rolle des Klaatu einnimmt, im Original von Michael Rennie gespielt, der hinter dem Roboter Gort steht.
Die Innenhüllenfotografie, eine Montage von Studioaufnahmen, stammt von Larry Emerine.

## Titelliste
Seite 1:
1. (It’s All Da-Da-Down to) Goodnight Vienna (John Lennon) – 2:35
2. Occapella (Allen Toussaint) – 2:57
3. Oo-Wee (Vini Poncia/Richard Starkey a) – 3:46
4. Husbands and Wives (Roger Miller) – 3:36
5. Snookeroo (Elton John/Bernie Taupin) – 3:30

Seite 2:
1. All By Myself (Vini Poncia/Richard Starkey) – 3:24
2. Call Me (Richard Starkey) – 4:09
3. No No Song (Hoyt Axton/David P. Jackson) – 2:34
4. Only You (And You Alone) (Buck Ram/Ande Rand) – 3:28
5. Easy for Me (Harry Nilsson) – 2:21
6. Goodnight Vienna (Reprise) (John Lennon) – 1:21

Bonus-Titel 1992:
1. Back Off Boogaloo (Richard Starkey) – 3:22 Single-A-Seite vom März 1972
2. Blindman (Richard Starkey) – 2:46 Single-B-Seite vom März 1972
3. Six O’Clock (Extended Version) (Paul McCartney) – 5:23 Längere Version eines Liedes vom Album Ringo

## Wiederveröffentlichungen
- Die Erstveröffentlichung im CD-Format erfolgte am 30. November 1992 mit drei Bonustiteln. Die ersten beiden Lieder sind die im März 1972 veröffentlichte Single Back Off Boogaloo / Blindman; es handelt sich um zwei Ringo-Starr-Kompositionen, wobei George Harrison die A-Seite produzierte (Chartplatzierungen: USA: 9, Großbritannien: 2, Deutschland: 12). Die B-Seite Blindman wurde von Ringo Starr und Klaus Voormann produziert. Der dritte Bonustitel ist eine längere Version von Six O’Clock; dieser wurde auf den Promotion-Langspielplatten des Albums Ringo sowie der Erstauflage von US-amerikanischen Musikkassetten veröffentlicht. Der CD liegt ein achtseitiges bebildertes Begleitheft bei, das Informationen zu dem Album und den Liedern enthält. Die CD-Veröffentlichung aus dem Jahr 1993 wurde bisher nicht neu remastert.[3]
- Im August 2007 wurde das Album im Download-Format veröffentlicht.

## Single-Auskopplungen

### Only You (And You Alone)
Die erste Single Only You (And You Alone) / Call Me erschien vorab am 11. November 1974 in den USA und am 15. November 1974 in Großbritannien. Die Singleversion von Only You (And You Alone) wurde gekürzt.
Die Promotionsingle wurde in den USA wie folgt veröffentlicht: auf der A-Seite befindet sich die Monoversion und auf der B-Seite die Stereoversion der A-Seite der Kaufsingle.

### No No Song
Als zweite Single wurde in den USA am 27. Januar 1975 No No Song / Snookeroo veröffentlicht.
Die Promotionsingle wurde in den USA wie folgt veröffentlicht: Die Single No No Song / Snookeroo wurde jeweils als Stereoversion und als Monoversion hergestellt.

### Snookeroo
In Großbritannien und Deutschland erschien am 21. Februar 1975 als zweite Single Snookeroo / Oo-Wee.

### Goodnight Vienna / No No Song
In Deutschland wurde im März 1975 als dritte Single Goodnight Vienna / No No Song veröffentlicht.

### (It’s All Down to) Goodnight Vienna
Am 2. Juni 1975 erschien in den USA die dritte Single  It’s All Down to Goodnight Vienna (Single Mix) / Oo-Wee (Edit). Die A-Seite ist eine spezielle Abmischung des ersten und letzten Liedes des Albums.
Die Promotionsingle wurde in den USA wie folgt veröffentlicht: auf der A-Seite befindet sich die Monoversion und auf der B-Seite die Stereoversion der A-Seite der Kaufsingle.
Weiterhin wurde in den USA die B-Seite Oo-Wee separat als Promotionsingle veröffentlicht; auf der A-Seite befindet sich die Monoversion und auf der B-Seite die Stereoversion der B-Seite der Kaufsingle.

## Kommerzieller Erfolg

### Chartplatzierungen
Album
| ChartsChartplatzierungen       | Höchstplatzierung | Wochen/ Monate |
| ------------------------------ | ----------------- | -------------- |
| Deutschland (GfK)              | 39 (1 Mt.)        | 1 Mt.          |
| Österreich (Ö3)                | 8 (1 Mt.)         | 1 Mt.          |
| Vereinigte Staaten (Billboard) | 8 (25 Wo.)        | 25 Wo.         |
| Vereinigtes Königreich (OCC)   | 30 (2 Wo.)        | 2 Wo.          |

Singles

| Jahr | Titel                                      | Höchstplatzierung, Gesamtwochen, AuszeichnungChartplatzierungen (Jahr, Titel, , Platzierungen, Wochen, Auszeichnungen, Anmerkungen) | Höchstplatzierung, Gesamtwochen, AuszeichnungChartplatzierungen (Jahr, Titel, , Platzierungen, Wochen, Auszeichnungen, Anmerkungen) | Höchstplatzierung, Gesamtwochen, AuszeichnungChartplatzierungen (Jahr, Titel, , Platzierungen, Wochen, Auszeichnungen, Anmerkungen) | Anmerkungen |
| Jahr | Titel                                      | DE | UK | US | Anmerkungen |
| ---- | ------------------------------------------ | --- | --- | --- | ----------- |
| 1974 | Only You (And You Alone)                   | DE28 (10 Wo.)DE | UK28 (11 Wo.)UK | US6 (13 Wo.)US |             |
| 1975 | No No Song / Snookeroo                     | — | — | US3 (14 Wo.)US |             |
| 1975 | It’s All Down to Goodnight Vienna / Oo-Wee | — | — | US31 (7 Wo.)US |             |

### Auszeichnungen für Musikverkäufe
| Land/Region                  | Auszeichnungen für Musikverkäufe (Land/Region, Auszeichnung, Verkäufe) | Verkäufe |
| ---------------------------- | ---------------------------------------------------------------------- | -------- |
| Vereinigte Staaten (RIAA)    | Gold                                                                   | 500.000  |
| Vereinigtes Königreich (BPI) | Silber                                                                 | 60.000   |
| Insgesamt                    | 1× Silber · 1× Gold ·                                                  | 560.000  |

## Weitere Informationen
- In den USA wurde zusätzlich noch eine quadrofonische Abmischung auf 8-Spur-Kassetten vertrieben.
- Die in Großbritannien veröffentlichte Promotionsingle von Only You (And You Alone) beinhaltet als B-Seite ein Interview mit dem Titel: Interview by Bob Mercer with Ringo for the Salesmen and Uxbridge Road.
- Während der Aufnahmen wurden laut Studioaufzeichnungen noch vier weitere Lieder (Parole, It’s All Right, Lonely Weekends, Up the Tempo) (teilweise) aufgenommen, deren Existenz aber nicht durch Veröffentlichungen auf Bootlegs nachgewiesen sind.
- Für das Lied Only You (And You Alone) wurde ein Musikvideo mit Ringo Starr und Harry Nilsson für Werbezwecke gedreht, ebenso für die hier als Bonustitel veröffentlichte Single Back Off Boogaloo. Der Only You-Clip wurde am 19. Dezember 1974 in der BBC-Sendung Top Of The Pops gezeigt.